# Ле-О-Бреда
Ле-О-Бреда (фр. Le Haut-Bréda) — муніципалітет у Франції, у регіоні Овернь-Рона-Альпи, департамент Ізер. Ле-О-Бреда утворено 1 січня 2019 року шляхом злиття муніципалітетів Ла-Ферр'єр i Пенсо. Адміністративним центром муніципалітету є Ла-Ферр'єр. Населення — 435 осіб (01.01.2021).